# Bruno Junqueira

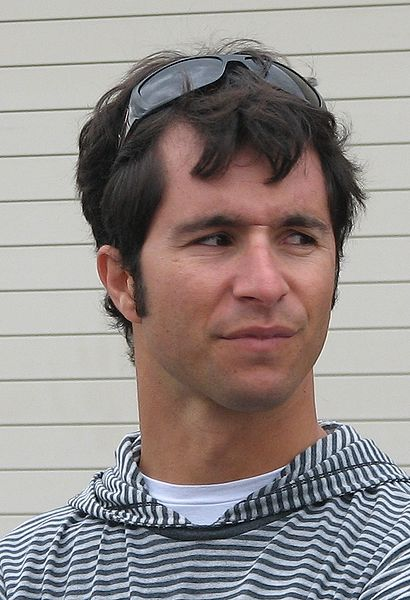
Bruno Junqueira

Bruno Junqueira (Belo Horizonte, 1976. november 4. –) brazil autóversenyző. 2000-ben megnyerte a nemzetközi Formula–3000-es sorozatot, majd évekig meghatározó alakja volt az amerikai CART bajnokságnak.

## Pályafutása

### Korai évek
Pályafutását gokartozással kezdte, majd a Dél-amerikai Formula–3-as bajnokságban szerepelt, ahol 1997-ben bajnok lett. Ezt követően a nemzetközi Formula–3000-es sorozatban vett részt. A 2000-es szezonban megnyerte a bajnokságot a francia Nicolas Minassian és az ausztrál Mark Webber előtt.
1999-ben és 2000-ben tesztpilótaként jelen volt a Formula–1-es Williams csapatnál. A 2000-es szezon versenyzői posztjáért Jenson Buttonnal volt harcban, ám végül a brit pilóta kapta meg a lehetőséget.

### Champ Car

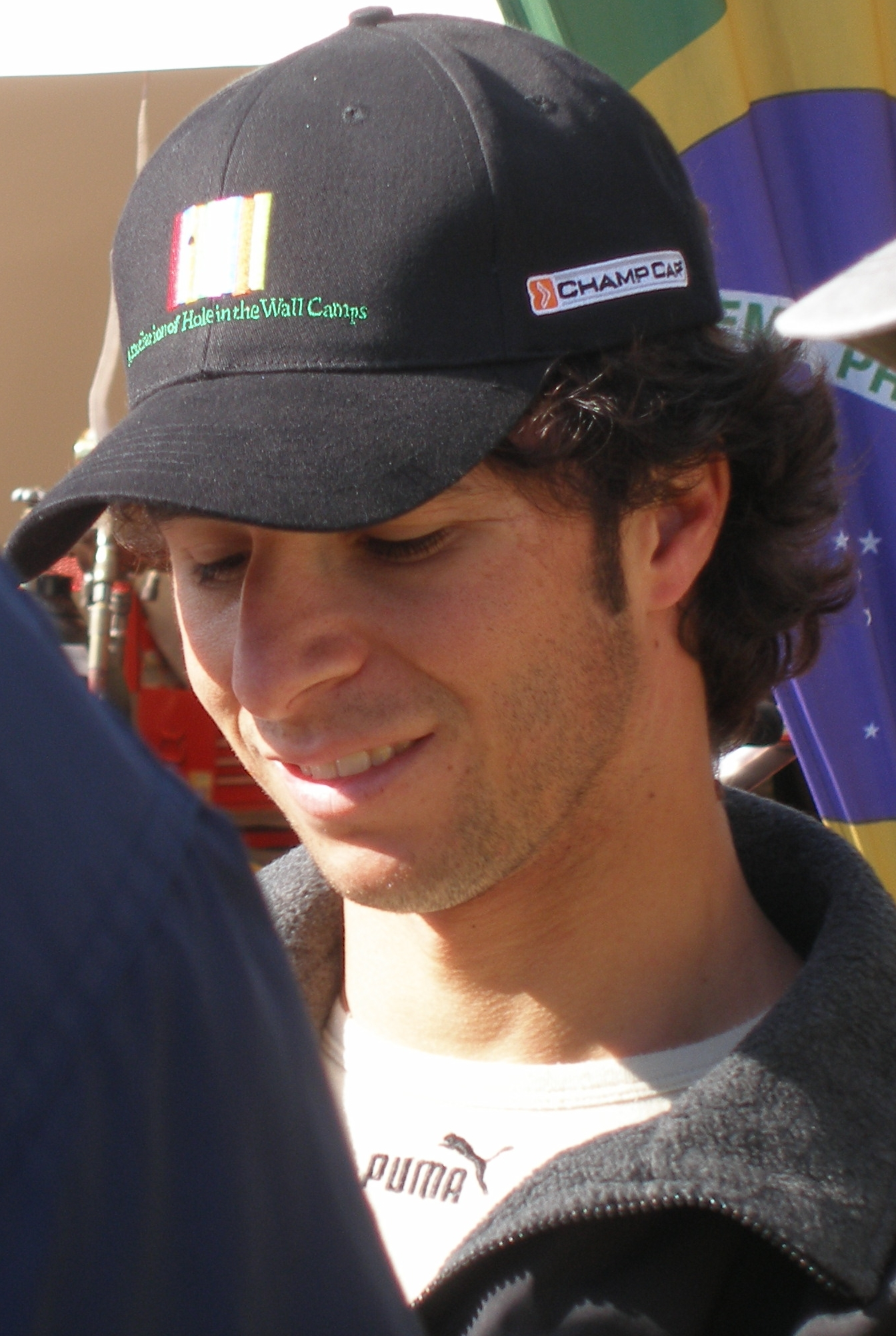
Bruno 2006-ban

#### Chip Ganassi Racing
2001-ben az amerikai CART sorozatba ment, ahol a Chip Ganassi Racing csapatával vett részt. Bruno egy győzelmet szerzett az év folyamán és a tizenhatodik helyen zárta a bajnokságot. Az újoncok értékelésében a második helyen végzett az új-zélandi Scott Dixon mögött.
2002-ben Cristiano da Matta uralta a szezont. Junqueria Patrick Carpentierel és Dario Franchittivel volt harcban a bajnokság második pozíciójáért. Győzni tudott Motegiben és Denverben, és további négy alkalommal állt dobogón. Százhatvannégy pontjával a második helyen zárt.

#### Newman/Haas Racing
2003-ra a Newman/Haas Racing-hez szerződött és az ezt követő két évben mindkétszer a második helyen végzett. 2003-ban Paul Tracy-vel szemben maradt alul, míg a 2004-es szezonban csapattársa, Sébastien Bourdais előzte meg a bajnoki címért folytatott küzdelemben.
Harmadik lett a 2005-ös szezon nyitófutamán, majd megnyerte a második versenyt. Ekkor vezette a pontversenyt, ám a bajnoki értékelésbe be nem számító Indianapolisi 500-on balesetet szenvedett melyben olyan szinten megsérült, hogy a teljes hátralevő szezont ki kellett hagynia.
Amíg Bourdais 2006-ban a harmadik bajnoki címét szerezte a csapatnál, addig a visszatérő Bruno még csak a bajnoki dobogóért sem volt versenyben. Három dobogós helyezést, és egy pole pozíciót szerzett a szezon alatt, és végül a bajnoki értékelés ötödik helyén zárt.

#### Dale Coyne Racing

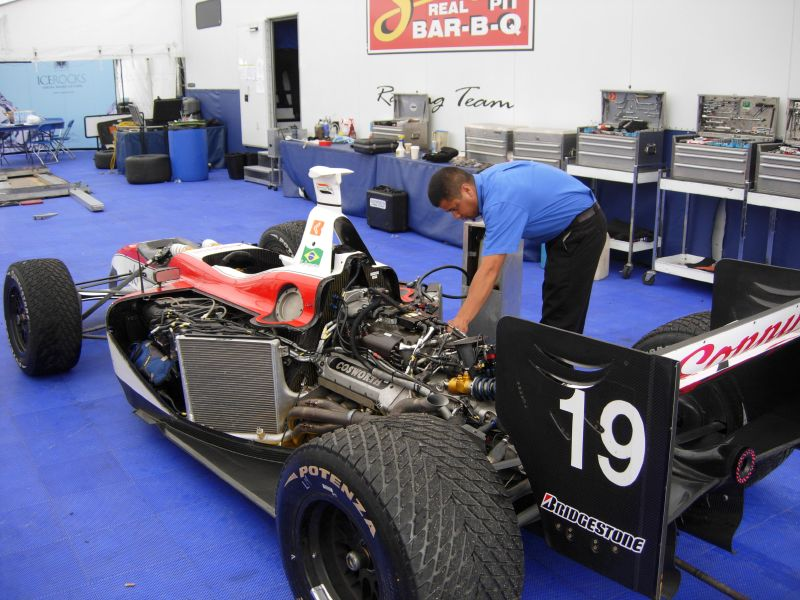
Bruno autója a 2007-es Champ Car World Series egy futamán

A 2007-es szezonra Brunot az újonc Graham Rahal váltotta a Newman/Haas csapatnál, ő pedig a Dale Coyne Racing-hez igazolt. Az év nagy részén a középmezőnyben szerepelt, csak az utolsó futamokon állt dobogóra. A pontversenyt hetedikként zárta.

### IndyCar
A Champ Car bajnokság 2008-ra megszűnt és összeolvadt az IndyCar bajnoksággal. Bruno és csapata így e sorozatban szerepelt a 2008-as évben. A szezon meglehetősen rosszul sikerült a számára, hisz mindössze két futamon végzett a legjobb tíz között. A bajnoki értékelést közvetlenül új csapattára, Mario Moraes előtt zárta, a huszadik helyen.
2009-ben már nem vett részt a bajnokságban. Kizárólag az Indianapolisi versenyre nevezett, ám a futamon már itt sem vett részt.

## Eredményei
| Év   | Bajnokság                           | Csapat                | Futamok     | Pole p.     | Győzelem    | Pontszám    | Helyezés    |
| ---- | ----------------------------------- | --------------------- | ----------- | ----------- | ----------- | ----------- | ----------- |
| 1997 | Dél-amerikai Formula–3-as bajnokság | ?                     | ismeretlen  | ismeretlen  | ismeretlen  | ismeretlen  | 1.          |
| 1998 | Nemzetközi Formula–3000             | Draco Racing          | 12          | 0           | 0           | 3           | 14.         |
| 1999 | Nemzetközi Formula–3000             | Den Bla Avis          | 10          | 1           | 1           | 20          | 5           |
| 1999 | Nemzetközi Formula–3000             | Petrobras Junior Team | 10          | 1           | 1           | 20          | 5           |
| 1999 | Formula–1                           | Williams-Supertec     | tesztpilóta | tesztpilóta | tesztpilóta | tesztpilóta | tesztpilóta |
| 2000 | Nemzetközi Formula–3000             | Petrobras Junior Team | 10          | 2           | 4           | 48          | 1.          |
| 2001 | CART World Series                   | Ganassi               | 20          | 1           | 1           | 68          | 16.         |
| 2001 | Indy 500                            | Ganassi               | 1           | 0           | 0           | -           | 5.          |
| 2002 | CART World Series                   | Ganassi               | 19          | 4           | 2           | 164         | 2.          |
| 2002 | Indy 500                            | Ganassi               | 1           | 1           | 0           | -           | 31.         |
| 2003 | CART World Series                   | Newman/Haas           | 18          | 2           | 2           | 199         | 2.          |
| 2004 | CART World Series                   | Newman/Haas           | 14          | 1           | 2           | 341         | 2.          |
| 2004 | Indy 500                            | Newman/Haas           | 1           | 0           | 0           | -           | 5.          |
| 2005 | CART World Series                   | Newman/Haas           | 2           | 0           | 1           | 59          | 19.         |
| 2005 | Indy 500                            | Newman/Haas           | 1           | 0           | 0           | -           | 30.         |
| 2006 | CART World Series                   | Newman/Haas           | 14          | 1           | 0           | 219         | 5.          |
| 2007 | CART World Series                   | Dale Coyne            | 14          | 0           | 0           | 233         | 7.          |

### Teljes Champ Car és IndyCar eredménysorozata
(Táblázat értelmezése)

(Félkövér: pole-pozícióból indult; dőlt: leggyorsabb kört futott) 

| Év   | Csapat      | Bajnokság | 1      | 2      | 3       | 4       | 5       | 6       | 7       | 8       | 9       | 10      | 11      | 12      | 13      | 14     | 15     | 16     | 17     | 18      | 19      | 20     | 21    | Poz. | Pont |
| ---- | ----------- | --------- | ------ | ------ | ------- | ------- | ------- | ------- | ------- | ------- | ------- | ------- | ------- | ------- | ------- | ------ | ------ | ------ | ------ | ------- | ------- | ------ | ----- | ---- | ---- |
| 2001 | Ganassi     | CART      | MTY Ki | LBH 9  | TXS     | NZR 7   | MOT Ki  | MIL 4   | DET Ki  | POR Ki  | CLE Ki  | TOR 13  | MIS 9   | CHI 17  | MDO 13  | ROA 1  | VAN 12 | LAU 11 | ROC Ki | HOU Ki  | LS 7    | SRF Ki | FON 4 | 16.  | 68   |
| 2001 | Ganassi     | IRL       | PHX    | HMS    | ATL     | INDY 5  | TXS     | PPIR    | RIR     | KAN     | NSH     | KTY     | STL     | CHI     | TX2     |        |        |        |        |         |         |        |       | 37.  | 30   |
| 2002 | Ganassi     | CART      | MTY 11 | LBH 17 | MOT 1   | MIL 10  | LS 4    | POR 2   | CHI 2   | TOR 14  | CLE 13  | VAN 9   | MDO 4   | ROA 3   | MTL 13  | DEN 1* | ROC 5  | MIA 5  | SRF 14 | FON 9   | MXC 3   |        |       | 2.   | 164  |
| 2002 | Ganassi     | IRL       | HMS    | PHX    | FON     | NZR     | INDY 31 | TXS     | PPIR    | RIR     | KAN     | NSH     | MIS     | KTY     | STL     | CHI    | TX2    |        |        |         |         |        |       | 51.  | 1    |
| 2003 | Newman/Haas | CART      | STP 3  | MTY 5  | LBH 3   | BRH 2   | LAU 4   | MIL 17  | LS 2    | POR 4   | CLE 3   | TOR 3   | VAN 2   | ROA 1*  | MDO 13  | MTL 13 | DEN 1* | MIA 9  | MXC 7  | SRF 15* | FON     |        |       | 2.   | 199  |
| 2004 | Newman/Haas | CCWS      | LBH 2  | MTY 2  | MIL 6   | POR 2   | CLE 2   | TOR Ki  | VAN 4   | ROA 15  | DEN 3   | MTL 1   | LS 2    | LAS 2   | SRF 1   | MXC 2  |        |        |        |         |         |        |       | 2.   | 3411 |
| 2004 | Newman/Haas | IndyCar   | HMS    | PHX    | MOT     | INDY 5  | TXS     | RIR     | KAN     | NSH     | MIL     | MIS     | KTY     | PPIR    | NZR     | CHI    | FON    | TX2    |        |         |         |        |       | 28.  | 30   |
| 2005 | Newman/Haas | CCWS      | LBH 3  | MTY 1  | MIL Sér | POR Sér | CLE Sér | TOR Sér | EDM Sér | SJO Sér | DEN Sér | MTL Sér | LSV Sér | SRF Sér | MXC Sér |        |        |        |        |         |         |        |       | 19.  | 59   |
| 2005 | Newman/Haas | IndyCar   | HMS    | PHX    | STP     | MOT     | INDY Ki | TXS     | RIR     | KAN     | NSH     | MIL     | MIS     | KTY     | PPIR    | SNM    | CHI    | WGL    | FON    |         |         |        |       | 36.  | 10   |
| 2006 | Newman/Haas | CCWS      | LBH Ki | HOU 10 | MTY 10  | MIL Ki  | POR 4   | CLE 2   | TOR 8   | EDM Ki  | SJO Ki  | DEN 2   | MTL 12  | ROA 2   | SRF 6   | MXC 4  |        |        |        |         |         |        |       | 5.   | 219  |
| 2007 | Dale Coyne  | CCWS      | LSV 7  | LBH 6  | HOU 7   | POR 13  | CLE Ki  | MTL Ki  | TOR 5   | EDM 7   | SJO 7   | ROA 9   | ZOL 2   | ASN 3   | SRF 3   | MXC 7  |        |        |        |         |         |        |       | 7.   | 233  |
| 2008 | Dale Coyne  | IndyCar   | HMS Ki | STP Ki | MOT²    | LBH² 12 | KAN 15  | INDY 20 | MIL 18  | TXS 15  | IOW Ni  | RIR Ki  | WGL 6   | NSH 15  | MDO 13  | EDM 14 | KTY 14 | SNM 17 | DET 7  | CHI 20  | SRF³ 15 |        |       | 20.  | 256  |

### Indy 500
| Év   | Modell  | Motor      | Rajthely | Eredmény | Csapat      |
| ---- | ------- | ---------- | -------- | -------- | ----------- |
| 2001 | G-Force | Oldsmobile | 20.      | 5.       | Ganassi     |
| 2002 | G-Force | Chevrolet  | 1.       | 31.      | Ganassi     |
| 2004 | G-Force | Honda      | 4.       | 5.       | Newman/Haas |
| 2005 | Panoz   | Honda      | 12.      | 30.      | Newman/Haas |
| 2008 | Dallara | Honda      | 15.      | 20.      | Coyne       |
| 2010 | Dallara | Honda      | 25.      | 32.      | FAZZT       |